# Verband Jüdischer Journalistinnen und Journalisten
Der Verband Jüdischer Journalistinnen und Journalisten (JJJ) versteht sich als Interessensvertretung jüdischer Journalisten in Deutschland, Österreich und der Schweiz.
Der Verband wurde am 10. November 2024 in Frankfurt am Main gegründet. In seiner ersten Pressemitteilung erklärte der JJJ, die Gründung sei als Reaktion auf den zunehmenden Antisemitismus nach dem Massaker der Terrororganisation Hamas in Israel am 7. Oktober 2023 erfolgt. Zu den Gründungsvorsitzenden wurden die Focus-Redakteurin Susanne Stephan und der WDR-Redakteur Lorenz Beckhardt gewählt. Schatzmeisterin ist die Redakteurin Tamara Land, Beisitzer sind die freie Journalistin Katja Garmasch und der WDR-Redakteur Gerald Beyrodt.

## Ziele
Laut ersten Aussagen möchte der Verband jüdischen Journalistinnen und Journalisten bei antisemitischen Anfeindungen im medialen Arbeitsalltag zur Seite stehen. Zudem beabsichtigt der JJJ durch Tagungen, Seminare und Fortbildungen für Journalisten antisemitischen Narrativen in den deutschsprachigen Medien ebenso entgegenwirken wie einseitiger und unfairer anti-israelischer Berichterstattung. Der JJJ möchte in der journalistischen Berichterstattung zu einem offenen und toleranten Diskurs zwischen den Religionen, Staaten und Völkern anregen. Er steht allen politischen und religiösen Strömungen des Judentums offen gegenüber. Allerdings besteht bezüglich der Mitgliedschaft ein Unvereinbarkeitsbeschluss zur deutschen Partei Alternative für Deutschland und ihr nahestehenden Organisationen sowie zu Menschen, die sich in der  Bewegung BDS engagieren oder deren Positionen teilen.